# Tetonia
Tetonia é uma cidade localizada no estado americano de Idaho, no Condado de Teton.

## Demografia
Segundo o censo americano de 2000, a sua população era de 247 habitantes.
Em 2006, foi estimada uma população de 242, um decréscimo de 5 (-2.0%).

## Geografia
De acordo com o United States Census Bureau tem uma área de
1,3 km², dos quais 1,3 km² cobertos por terra e 0,0 km² cobertos por água. Tetonia localiza-se a aproximadamente 1840 m acima do nível do mar.

## Localidades na vizinhança
O diagrama seguinte representa as localidades num raio de 36 km ao redor de Tetonia.